# Мухрані

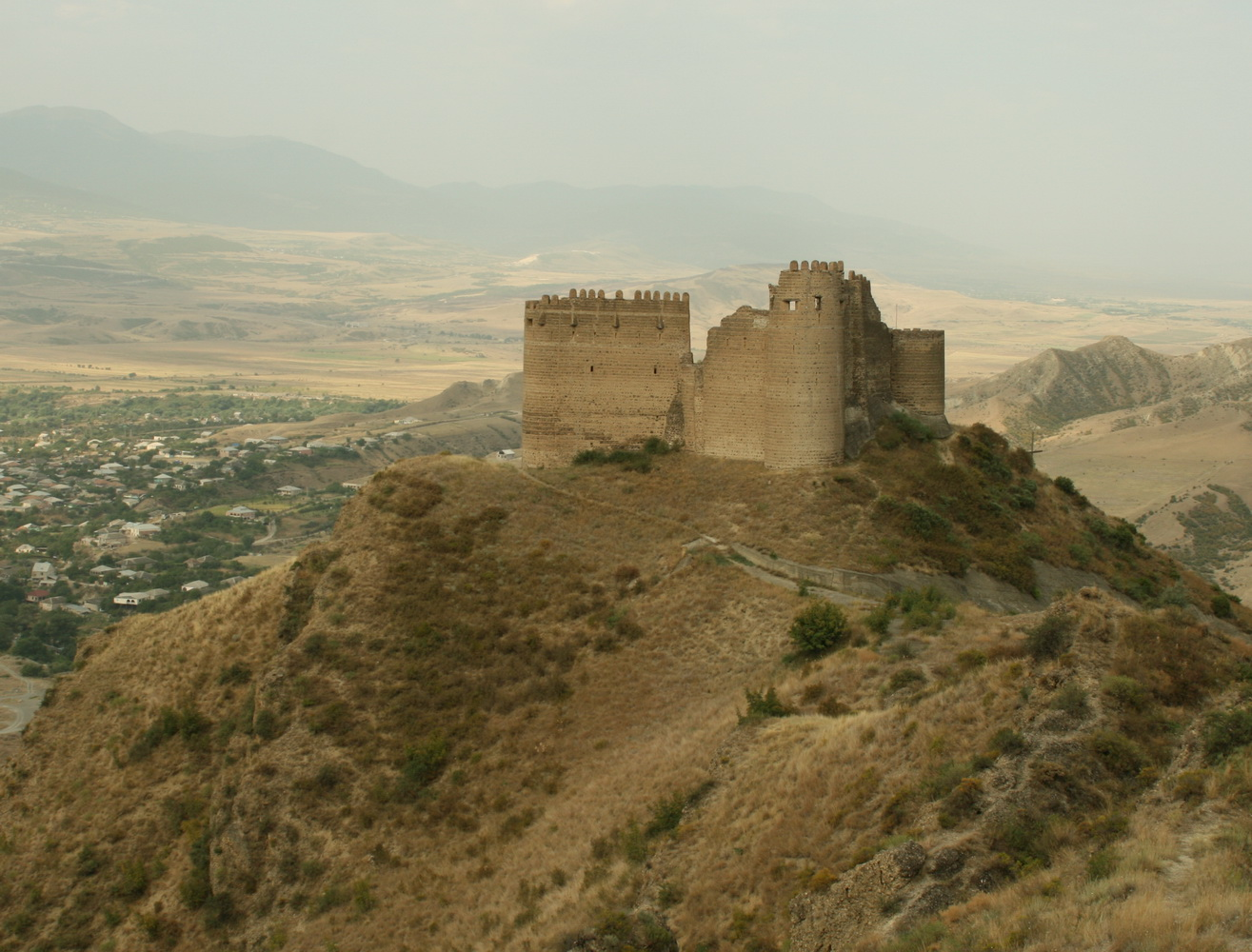
Мтверська фортеця в Мухрані

41°56′02″ пн. ш. 44°34′36″ сх. д. / 41.93388889° пн. ш. 44.57666667° сх. д.
Мухра́ні (груз. მუხრანი) — область у Грузії, обмежена річками Кура, Ксані й Арагві. Частина історичної території Картлі. Рівнинна територія, відома виноградниками.

## Історія
Мухрані стала самостійним князівством (під назвою Самухранбатоно) 1513 року, під час конфлікту між Картлі та Кахеті. Кахетінський цар Георгій II (на прізвисько Ав-Гіоргі, тобто Злий Георгій) неодноразово здійснював набіги з-за Арагві, й Баграт, брат царя Давида X, «попрохав собі у власність Мухрані та ущелини Арагві та Ксані». Того ж року Баграт збудував у Мухрані Мтверську фортецю, яка витримала облогу кахетинської армії. Під час наступного набігу Ав-Гіоргі був узятий в полон, де й помер.
Баграту спадкував його син Вахтанг, Вахтангу — Теймураз, який загинув у Марабдінській битві 1624 року. Син Теймураза, Вахтанг, став царем Грузії після смерті царя Ростома.
1733 року Костянтин Мухранбатоні збудував Мухранську фортецю поблизу села Шіосубані, яке згодом перетворилось на село Мухрані.
Мухрані втратило самостійність після 1800 року. Князі Багратіоні Мухранські, які претенували на царський трон, емігрували до Іспанії.

## Села Мухранської долини
- Агаяні
- Вазіані
- Вардісубані
- Дзалісі
- Ереда
- Мухрані
- Натахтарі
- Патара-Канда
- Церовані
- Цилкані
- Чардахі